# Чердаклинский район
Чердакли́нский райо́н — административно-территориальная единица (административный район) и муниципальное образование (муниципальный район) в Ульяновской области России.
Занимает второе место в области по территории (после Мелекесского района) и первое место по населению.
Административный центр — рабочий посёлок Чердаклы.
Глава администрации — Нестеров Юрий Сергеевич

## География
Район находится в западной части лесостепного Левобережья и объединяет 42 сельских населённых пункта и два посёлка городского типа: Чердаклы (административный центр) и Октябрьский.
Протяженность территории с севера на юг — 60 км, с запада на восток — 60 км. Поверхность равнинная, с общим уклоном к Куйбышевскому водохранилищу. Сложена песчаноглинистыми отложениями — аллювием среднеплейстоценовой террасы долины реки Волги. Гидросеть слабо развита, представлена мелкими притоками Волги, речками Урень и Калмаюр. Под водными ландшафтами в районе занято 338 га, преобладают чернозёмные почвы.
Площадь района 2442,3 кв. км, что составляет 6,6 % всей территории области.

## История
Район образован 16 июля 1928 года в результате разделения Мелекесского уезда и вошёл в состав Ульяновского округа Средне-Волжской области.
В 1929 году была основана Ленинская ферма колхоза «Скотовод Чердаклинский», ныне посёлок Октябрьский.
С 1929 года — Средне-Волжского края.
С 1930 года, с упразднением Ульяновского округа, напрямую подчинен Средне-Волжскому краю, центр — г. Самара.
В феврале 1930 года был образован совхоз «имени Сакко и Ванцетти», куда вошли 3-и отделения — Октябрьский (1-е отделение), Пятисотенный (3-е отделение) и Первомайский (2-е отделение).
21 февраля 1931 года территория ликвидированного Старо-Майнского района вошла в состав Чердаклинского района. А население района составило — 94075 человек 202/Черд.р-н/ на 1931 г.pdf [1].
В 1932 году было основано поселение первого отделения совхоза «Чердаклинский», ныне п. Мирный.
5 февраля 1935 года вновь отошла территория восстановленного Старо-Майнского района в прежних границах. В этом же году в состав района вошёл посёлок Верхняя Часовня, в 1962 году войдёт в состав Заволжского района Ульяновска.
С 1935 года — Куйбышевского края.
С 1936 года — Куйбышевской области.
С 19 января 1943 года вошел в состав новообразованной Ульяновской области.
При создании в 1953—1957 гг. Куйбышевского водохранилища в зоне затопления оказались населенные пункты района: с. Архангельское (перенесено на другое место), деревни Большое и Малое Пальцино, с. Сосновка, с. Алексеевка (перенесено на другое место, в 1980-х гг. снесено), д. Петровка, с. Ботьма, д. Ерзовка, ферма Октябрьское (совхоз Сакко и Ванцетти) (перенесено на новое место), д. Юрманки. Кроме этого, на новые места были перенесены села: Красный Яр, Крестово-Городище, Белый Яр, Вислая Дубрава. А сёла: Тургенево, Кайбелы, Табурное, п. Банный (Затон) были затоплены, а на новых местах из них были образованы новые села — Новый Белый Яр, Белая Рыбка, Колхозный, Октябрьский, Ленинский (Рыбацкий) и Лесная Быль.
2 ноября 1956 году к району были присоединены части территории упраздненных Мало-Кандалинского и Николо-Черемшанский районов.
Указом Президиума Верховного Совета РСФСР № 741 / 84 от 1 февраля 1963 года был создан Чердаклинский сельский район, в состав которого вошла территория упразднённого Старо-Майнского района. Но Указом ПВС РСФСР от 12 января 1965 года Чердаклинский сельский район был упразднён, а территория района была опять разделена между двумя районами — Чердаклинским и Старомайнским, в тех же границах.
В 1976 году, с началом строительства Ульяновского авиационно-промышленного комплекса, часть земель (150 Га) района были переданы городу Ульяновску, в том числе сёла Юрьевка и Алексеевка.
В 1987 году вступила в строй первая очередь пионерского лагеря УАПК «Лесная быль». При лагере начали строить жилые дома для обслуживающего персонала, со временем ставший посёлком Лесная Быль.
23 октября 1997 году из состава Чердаклинского района в состав Заволжского района Ульяновска были переданы 220,36 га, в том числе жилой массив «Индовое» (52,10 га), ЖСК «Самострой» (2,84 га), гаражный кооператив «Околица» (58,50 га), СНТ «Волна» (17,2 га) и ряд промышленных территорий (89,72 га).
10 декабря 2002 года был упразднён посёлок Красный Орёл Бряндинского сельсовета Чердаклинского района.
В 2004 году от Красноярского лесничества в Ульяновский городской округ был передан Пальцинский остров — памятник природы ООПТ Ульяновской области и посёлок Ленинский (Рыбацкий).
С сентября по октябрь 2018 года в Ульяновске и его окрестностях снимала команда студии «Энерджи фильм» криминальную мелодраму «Выстрел в спину». Эпизодические роли сыграли около 20 ульяновцев. Детективную линию снимали на базе отдыха «Архангельская слобода» (с. Архангельское). Финальная сцена погони — проходила у ветряков близ села Красный Яр и Колхозный. Премьера фильма на ТВЦ состоялась 14 декабря 2018 года.

## Население
| 1939    | 1989    | 2002    | 2009    | 2010    | 2011    | 2012    | 2013    | 2014    |
| ------- | ------- | ------- | ------- | ------- | ------- | ------- | ------- | ------- |
| 41 941  | ↘40 887 | ↗43 865 | ↘42 253 | ↘41 449 | ↘41 427 | ↗41 776 | ↗42 309 | ↗42 692 |
| 2015    | 2016    | 2017    | 2018    | 2019    | 2020    | 2021    | 2024    | 2025    |
| ↘42 688 | ↘42 475 | ↘42 110 | ↘41 804 | ↗41 958 | ↘41 654 | ↘39 977 | ↘38 945 | ↘38 645 |

### Урбанизация
В городских условиях (рабочий посёлок Чердаклы) проживают 31,27 % населения района.

### Национальный состав
По переписи 2010 года: 41,4 тыс. человек, русские — 25 969 (63,3 %), татары- 8 603 (21 %), чуваши — 3 703 (9 %), мордва — 1 020 (2,5 %). Из 44 сельских населённых пунктов в восьми численно преобладают татары, в восьми — чуваши, в четырёх — мордва. В селе Богдашкино преобладают немцы.

## Административное деление
Чердаклинский административный район в рамках административно-территориального устройства области делится на 1 поселковый округ и 9 сельских округов.
Одноимённый муниципальный район в рамках организации местного самоуправления (муниципального устройства) включает 10 муниципальных образований, в том числе 1 городское поселение и 9 сельских поселений.
Поселковые округа соответствуют городским поселениям, сельские округа — сельским поселениям.
| №  | Муниципальное образование                | Админ. центр             | Количество населённых пунктов | Население (чел.) | Площадь (км²) |
| -- | ---------------------------------------- | ------------------------ | ----------------------------- | ---------------- | ------------- |
| 1  | Чердаклинское городское поселение        | рабочий посёлок Чердаклы | 3                             | ↗13 261          | 244,10        |
| 2  | Белоярское сельское поселение            | село Новый Белый Яр      | 4                             | ↘2059            | 322,40        |
| 3  | Богдашкинское сельское поселение         | село Богдашкино          | 6                             | ↘1349            | 165,24        |
| 4  | Бряндинское сельское поселение           | село Бряндино            | 9                             | ↗1771            | 174,55        |
| 5  | Калмаюрское сельское поселение           | село Татарский Калмаюр   | 7                             | ↘2915            | 262,22        |
| 6  | Красноярское сельское поселение          | посёлок Колхозный        | 2                             | ↘2554            | 181,81        |
| 7  | Крестовогородищенское сельское поселение | село Крестово-Городище   | 2                             | ↘2406            | 99,63         |
| 8  | Мирновское сельское поселение            | посёлок Мирный           | 3                             | ↘5194            | 328,03        |
| 9  | Озёрское сельское поселение              | село Озёрки              | 4                             | ↘1793            | 152,62        |
| 10 | Октябрьское сельское поселение           | посёлок Октябрьский      | 3                             | ↘6675            | 180,27        |

### Населённые пункты
В районе находятся 43 населённых пункта, в том числе 1 городской (рабочий посёлок) и 42 сельских:
| №  | Населённый пункт  | Тип             | Население | Муниципальное образование                |
| -- | ----------------- | --------------- | --------- | ---------------------------------------- |
| 1  | Абдуллово         | село            | ↘353      | Бряндинское сельское поселение           |
| 2  | Андреевка         | село            | ↘859      | Калмаюрское сельское поселение           |
| 3  | Архангельское     | село            | ↘1266     | Мирновское сельское поселение            |
| 4  | Асаново           | село            | ↘66       | Бряндинское сельское поселение           |
| 5  | Белая Рыбка       | посёлок         | 79        | Крестовогородищенское сельское поселение |
| 6  | Богдашкино        | село            | ↘526      | Богдашкинское сельское поселение         |
| 7  | Борисовка         | посёлок         | 121       | Бряндинское сельское поселение           |
| 8  | Бряндино          | село            | ↘365      | Бряндинское сельское поселение           |
| 9  | Вислая Дубрава    | посёлок         | 92        | Белоярское сельское поселение            |
| 10 | Войкино           | деревня         | ↘46       | Богдашкинское сельское поселение         |
| 11 | Енганаево         | село            | ↘1015     | Чердаклинское городское поселение        |
| 12 | Камышовка         | деревня         | ↘126      | Калмаюрское сельское поселение           |
| 13 | Колхозный         | посёлок         | 1673      | Красноярское сельское поселение          |
| 14 | Коровино          | село            | ↘176      | Калмаюрское сельское поселение           |
| 15 | Красный Яр        | село            | ↘987      | Красноярское сельское поселение          |
| 16 | Крестово-Городище | село            | ↘2401     | Крестовогородищенское сельское поселение |
| 17 | Лесная быль       | посёлок         | 190       | Чердаклинское городское поселение        |
| 18 | Лощина            | посёлок         | 179       | Мирновское сельское поселение            |
| 19 | Малаевка          | село            | ↘369      | Озёрское сельское поселение              |
| 20 | Мирный            | посёлок         | ↘3111     | Мирновское сельское поселение            |
| 21 | Новое Матюшкино   | село            | ↘103      | Богдашкинское сельское поселение         |
| 22 | Новый Белый Яр    | село            | 876       | Белоярское сельское поселение            |
| 23 | Новый Суходол     | посёлок         | ↘38       | Бряндинское сельское поселение           |
| 24 | Озёрки            | село            | ↘1680     | Озёрское сельское поселение              |
| 25 | Октябрьский       | посёлок         | ↘5035     | Октябрьское сельское поселение           |
| 26 | Первомайский      | посёлок         | 1187      | Октябрьское сельское поселение           |
| 27 | Петровское        | село            | ↘395      | Богдашкинское сельское поселение         |
| 28 | Победитель        | посёлок         | 21        | Бряндинское сельское поселение           |
| 29 | Поповка           | село            | ↘602      | Калмаюрское сельское поселение           |
| 30 | Путевой           | разъезд         | 5         | Бряндинское сельское поселение           |
| 31 | Пятисотенный      | посёлок         | 594       | Октябрьское сельское поселение           |
| 32 | Рузаны            | деревня         | ↘39       | Озёрское сельское поселение              |
| 33 | Станция Бряндино  | село            | 347       | Бряндинское сельское поселение           |
| 34 | Старое Еремкино   | село            | ↘526      | Бряндинское сельское поселение           |
| 35 | Старое Матюшкино  | село            | ↘405      | Богдашкинское сельское поселение         |
| 36 | Старый Белый Яр   | село            | ↘856      | Белоярское сельское поселение            |
| 37 | Старый Уренбаш    | село            | ↘310      | Озёрское сельское поселение              |
| 38 | Суходол           | село            | ↘800      | Белоярское сельское поселение            |
| 39 | Татарский Калмаюр | село            | ↘624      | Калмаюрское сельское поселение           |
| 40 | Уразгильдино      | село            | ↘516      | Калмаюрское сельское поселение           |
| 41 | Уренбаш           | разъезд         | 2         | Богдашкинское сельское поселение         |
| 42 | Чердаклы          | рабочий посёлок | ↗12 084   | Чердаклинское городское поселение        |
| 43 | Чувашский Калмаюр | село            | ↘405      | Калмаюрское сельское поселение           |

Упразднённые населённые пункты:
- поселок Красный Орёл Бряндинского сельсовета Чердаклинского района[34].

## Местное самоуправление
Глава администрации муниципального образования «Чердаклинский район» Нестеров Юрий Сергеевич.

## Экономика
Сельское хозяйство многоотраслевое, специализируется на производстве зерновых, технических культур, мясомолочном животноводстве, птицеводстве и рыбоводстве. В районе 22 сельскохозяйственных предприятия с различной формой собственности; 43 крестьянских (фермерских) хозяйства.
Самое крупное КФК "Возрождение".
Чердаклинский район лидер Ульяновской области по урожайности зерновых, в 2020 году рекордная урожайность 46,9 ц/га. По валовому сбору зерновых в 226 тысяч тонн уступает только Мелекесскому району, где урожай зерна составил 309,5 тыс. тонн.
На территории Чердаклинского района располагаются: Ульяновск-Восточный (ОЭЗ), Ульяновск-Восточный (аэропорт).
В 2007 году в поселке Мирный вновь открылась ООО «Ульяновская птицефабрика»(впервые открылась в 1971 г.) и фабрика компании Mars по производству кормов для животных.

В 2016 году на территории бывшего колхоза «Красноярский» финская компания «Фортум» начала строительство ветропарка Ульяновская ВЭС-1 (с. Красный Яр), мощностью 35 МВт. Общий объём инвестиций в проект первого в России оптового ветропарка составит 65 млн евро. Закончилось строительство в конце 2017 года. Ульяновская ВЭС-1 введена в эксплуатацию в январе 2018 года. Ульяновская ВЭС-2 (с. Колхозный) введена в эксплуатацию в январе 2019 года.

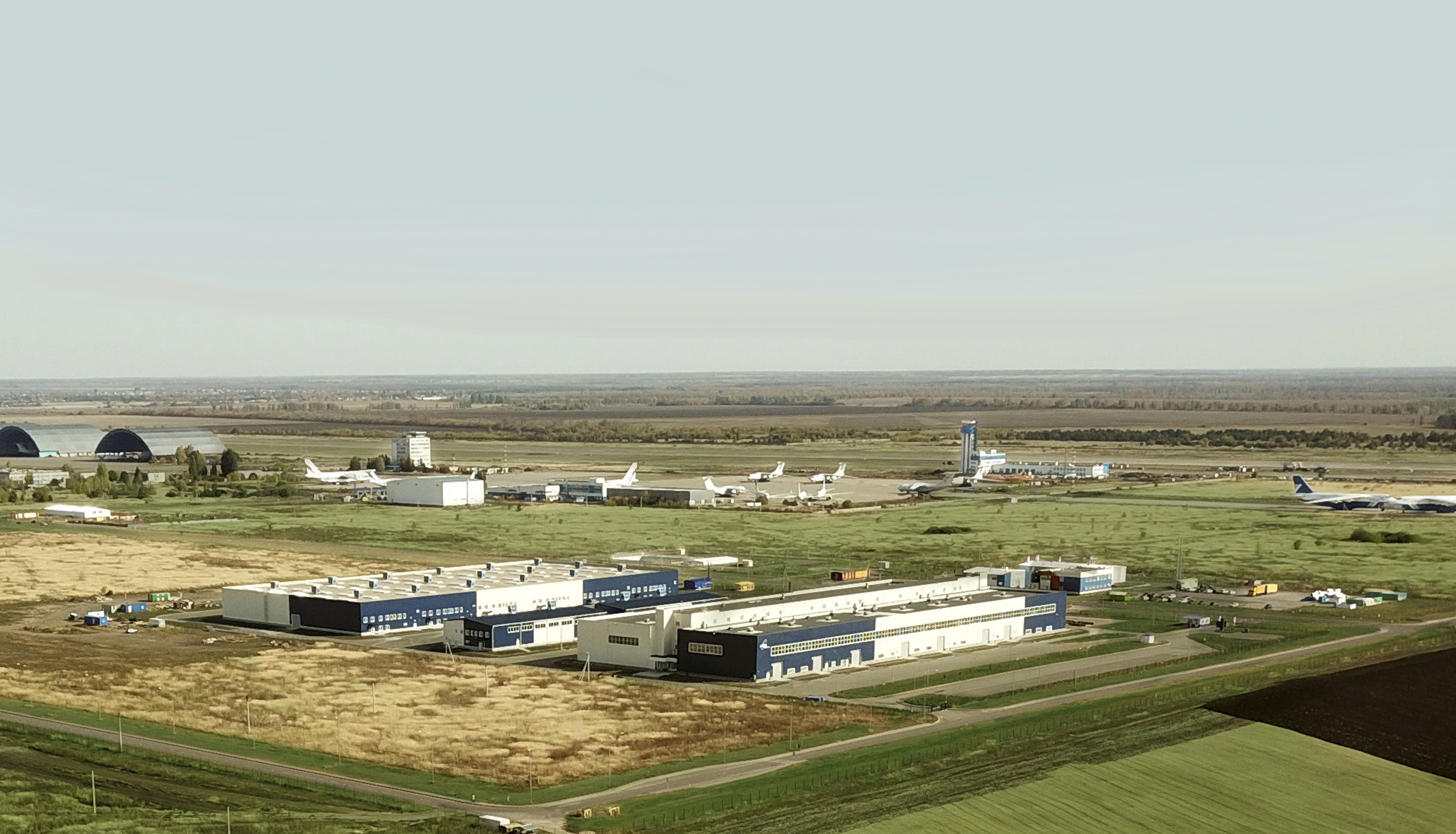
ОЭЗ «Ульяновск» общий план.
Производственные помещения ОЭЗ «Ульяновск».
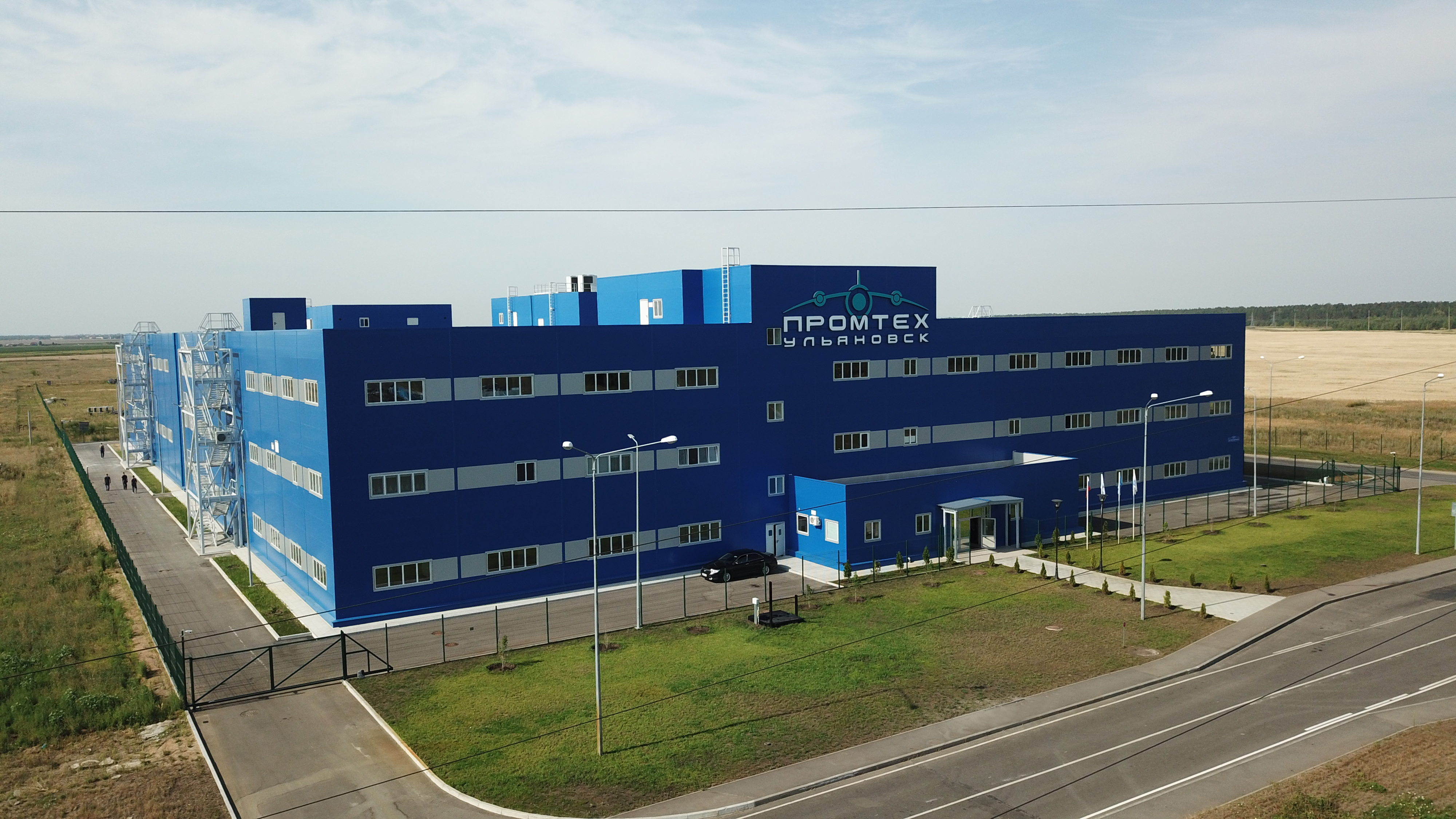
Завод «ПРОМТЕХ-Ульяновск».
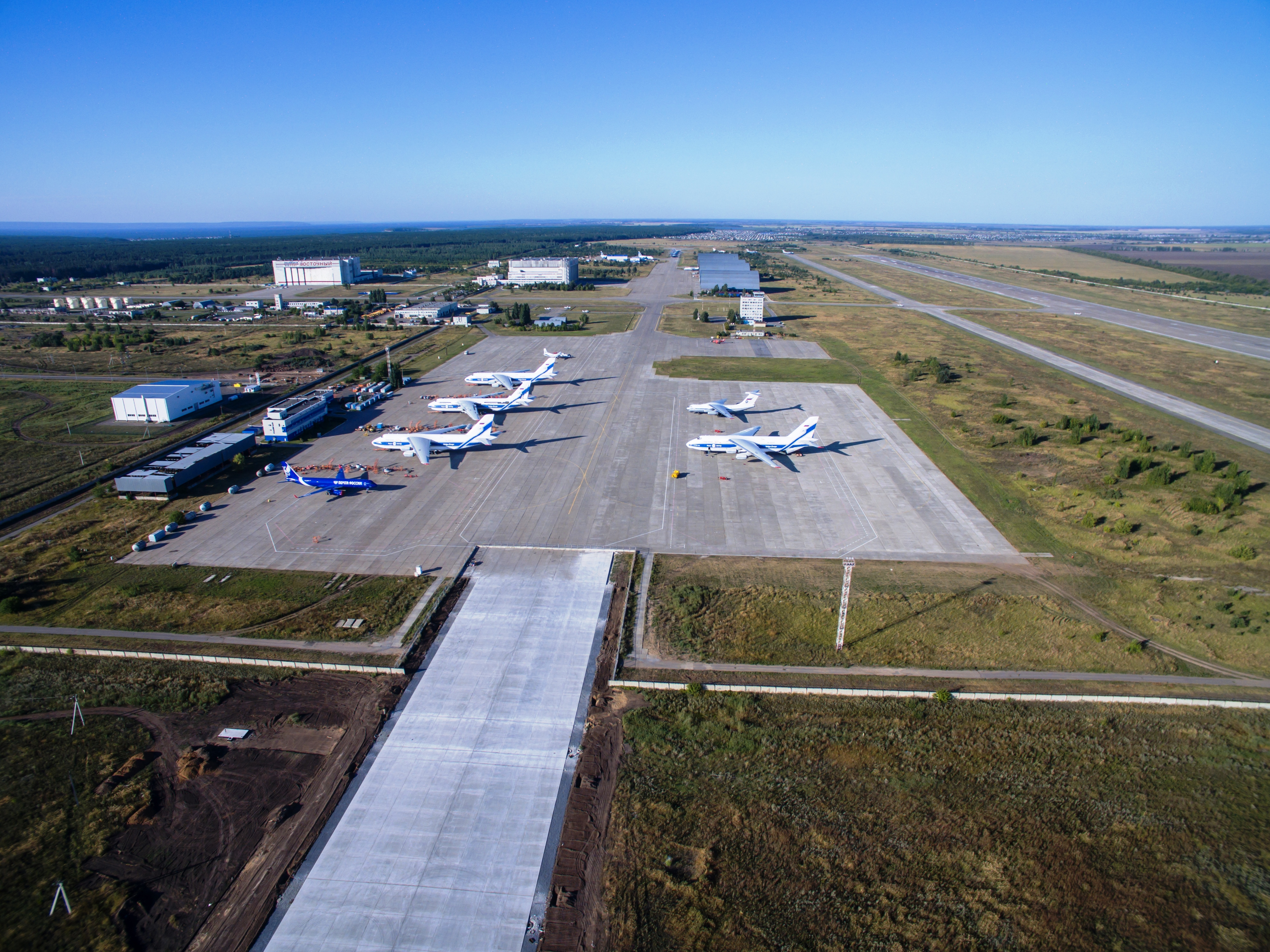
Рулежная дорожка в ОЭЗ «Ульяновск».

## Транспорт
Через район проходят: железная дорога Ульяновск — Уфа, ж/д станции: «Чердаклы», «Бряндино», «Совхозный», Уренбаш (разъезд) и автотрасса Р178 Саранск— Ульяновск — Димитровград — Самара, государственного значения.

## СМИ
В районе издаётся газета «Приволжская правда».

## Дома отдыха
На территории района на берегу реки Волги расположено несколько домов отдыха, санаториев, турбаз и детских лагерей отдыха. Самые известные — около сёл Красный Яр и Архангельское (турбаза «Архангельская слобода»), между сёлами Андреевка и Белый Яр находятся Тургеневские (Банные) острова — самые живописные места района. Вблизи села Старый Белый Яр с 1923 года действует дом отдыха, на базе которого в 1995 году был открыт санаторий «Белый Яр». В посёлке Горный (ныне Нагорное) с 1966 года находятся базы отдыха и дома отдыха: Ульяновского конструкторского бюро приборостроения (УКБП), Ульяновского автозавода (УАЗ) и Ульяновского приборостроительного завода (УПЗ). В посёлке Лесная Быль с 1987 года находятся база отдыха «Лесная быль» и санаторий «Солнечная поляна».

## Памятники природы
На территории района выделены три памятника природы:
- болото Кочкарь
- озеро Песчаное
- урочище «Орешник»
- Пальцинское городище

### Достопримечательности
- См. статью: Списки объектов культурного наследия Ульяновской области — Чердаклинский район[45].
- До затопления в 1957 году, между селами Крестовым-Городищем и Кайбелы[46] находилось Синбирское Городище[47], от которого позаимствовано прошлое название города Ульяновска — Симбирск[48].

## Религия
- Чердаклинский район относится к Мелекесской епархии Русской православной церкви[49].
- В населённых пунктах, где преобладает татарское население есть мечети.
- Церковь Богоявления Господня (Суходол).
- Троицкая церковь (Сосновка).
- Ильинская церковь (Кайбелы).
- Никольская церковь (Ботьма).
- Покровский храм (Чердаклы).
- Церковь Богоявления Господня (Тургенево).
- Церковь Параскевы Пятницы (Бряндино).
- Церковь Михаила Архангела (Озёрки).
- Казанско-Богородицкая церковь (Табурное).
- Михайло-Архангельская церковь (Архангельское).
- Церковь Михаила Архангела (Богдашкино).

## Герб и Флаг
Герб муниципального образования «Чердаклинский район» представляет собой четырёхугольный, с закруглёнными нижними углами, заостренный в оконечности геральдический щит, разделённый вдоль на два равных поля. Левое поле щита алого цвета означает огонь и отвагу, правое лазурное поле означает небо, верность и духовность.
В левом верхнем углу щита расположено так называемое «вольное» поле, в котором находится Герб Ульяновской области. Это поле занимает 1/9 часть щита и обозначает принадлежность района к данному субъекту Федерации.
В нижней трети щита, по центру, расположены две скрещённые серебряные сабли, острие клинков направлено вверх.
Сабли символизируют собой вооружение, военных людей, напоминая о том, что многие села района были основаны «Служилыми» людьми и казаками. На территории района в прошлом проходило и много сражений, например, в пределах нынешних сел Андреевка и Озерки произошло сражение волжских булгар, населявших эти земли, и войск Чингисхана, в результате которого последние были разбиты, и вплоть до нашествия Батыя не появлялись в Восточной Европе; в селе Старый Белый Яр, основанном как слобода у крепости на Закамской черте, в 1774 году произошло крупное сражение сподвижника Емельяна Пугачёва — атамана Сомова с царскими войсками; происходили бои и во время гражданской войны.
В верхней части щита, по центру, изображение летящей серебряной чайки. В этом символе отголоски одной из легенд о происхождении названия «Чердаклы». На территории района множество озёр с живущими на них чайками, тюркское название которых — «акчарлык», что как считают некоторые исследователи, созвучно имени райцентра.

## Известные люди
- Мотков Пётр Иванович (1919—1973) — участник Великой Отечественной войны, летчик, Герой Советского Союза (1945).
- Шамуков Абдулла Рухуллович (1909—1981) — актёр театра, Народный артист СССР (1980).
- Фатхи Демьян (1906—1943) — татарский советский поэт, прозаик, переводчик.
- Васильчев Михаил Евдокимович (1906—1980) — участник Великой Отечественной войны, командир 316-го гвардейского миномётного полка.
- Константинов Виталий Викторович — олимпийский чемпион, классическая борьба.
- Хованский Сергей Николаевич — губернатор Симбирской губернии и Минской губернии.
- Вахрамеев Михаил Фёдорович — Герой Советского Союза.
- Поднавозный Степан Трофимович — Герой Советского Союза.
- Огуречников Николай Иванович — Герой Советского Союза.
- Киямов Давли Киямович — полный кавалер орденов Славы.
- Усов Пётр Матвеевич — Герой Социалистического Труда.
- Грачёв Александр Сергеевич — Герой Социалистического Труда.
- Бызов Алексей Петрович — начальник 1-го Главного управления МГБ СССР, генерал-майор (1945), родился в Петровка.
- Комаров Федот Емельянович — русский советский писатель, родился в с. Озёрки.
- Яковлев Василий Афанасьевич — Герой Социалистического Труда, работал секретарём Чердаклинского райкома ВКП(б) / КПСС.